# PLAGL2
PLAGL2 (англ. PLAG1 like zinc finger 2) – білок, який кодується однойменним геном, розташованим у людей на короткому плечі 20-ї хромосоми. Довжина поліпептидного ланцюга білка становить 496 амінокислот, а молекулярна маса — 54 584.
| 10         |  | 20         |  | 30         |  | 40         |  | 50         |
| ---------- |  | ---------- |  | ---------- |  | ---------- |  | ---------- |
| MTTFFTSVPP |  | WIQDAKQEEE |  | VGWKLVPRPR |  | GREAESQVKC |  | QCEISGTPFS |
| NGEKLRPHSL |  | PQPEQRPYSC |  | PQLHCGKAFA |  | SKYKLYRHMA |  | THSAQKPHQC |
| MYCDKMFHRK |  | DHLRNHLQTH |  | DPNKEALHCS |  | ECGKNYNTKL |  | GYRRHLAMHA |
| ASSGDLSCKV |  | CLQTFESTQA |  | LLEHLKAHSR |  | RVAGGAKEKK |  | HPCDHCDRRF |
| YTRKDVRRHL |  | VVHTGRKDFL |  | CQYCAQRFGR |  | KDHLTRHVKK |  | SHSQELLKIK |
| TEPVDMLGLL |  | SCSSTVSVKE |  | ELSPVLCMAS |  | RDVMGTKAFP |  | GMLPMGMYGA |
| HIPTMPSTGV |  | PHSLVHNTLP |  | MGMSYPLESS |  | PISSPAQLPP |  | KYQLGSTSYL |
| PDKLPKVEVD |  | SFLAELPGSL |  | SLSSAEPQPA |  | SPQPAAAAAL |  | LDEALLAKSP |
| ANLSEALCAA |  | NVDFSHLLGF |  | LPLNLPPCNP |  | PGATGGLVMG |  | YSQAEAQPLL |
| TTLQAQPQDS |  | PGAGGPLNFG |  | PLHSLPPVFT |  | SGLSSTTLPR |  | FHQAFQ     |

A: Аланін

C: Цистеїн

D: Аспарагінова кислота

E: Глутамінова кислота

F: Фенілаланін

G: Гліцин

H: Гістидин

I: Ізолейцин

K: Лізин

L: Лейцин

M: Метіонін

N: Аспарагін

P: Пролін

Q: Глутамін

R: Аргінін

S: Серин

T: Треонін

V: Валін

W: Триптофан

Кодований геном білок за функцією належить до активаторів. 
Задіяний у таких біологічних процесах, як транскрипція, регуляція транскрипції. 
Білок має сайт для зв'язування з іонами металів, іоном цинку, ДНК. 
Локалізований у ядрі.